# Petar Arsić
Petar Arsić (in serbo Петaр Aрсић?; Belgrado, 6 novembre 1973) è un ex cestista serbo.

## Palmarès
- Campionato belga: 1

Spirou Charleroi: 2003-04
- Coppa di Slovenia: 1

Union Olimpija: 2001